# Juntikebon
Juntikebon is een bestuurslaag in het regentschap Indramayu van de provincie West-Java, Indonesië. Juntikebon telt 6387 inwoners (volkstelling 2010).